# 아마
아마(亞麻, Linum usitatissimum, 영어: flax, common flax, linseed)는 중앙아시아 원산의 한해살이풀로서 줄기의 높이는 1m 안팎이다. 잎은 피침 모양을 하고 있으며 어긋난다. 5-7월경에 푸른 자색꽃이 취산꽃차례를 이루면서 피는데, 이때 각각의 꽃은 5장의 꽃잎을 가지고 있다. 열매는 삭과로 둥근 모양이며, 안에는 10개의 씨가 들어 있다. 중앙아시아 및 아라비아가 원산지로 세계 각지에서 널리 재배되고 있다. 껍질의 섬유로는 린넨 등의 섬유를 짜며, 아마씨(flaxseed)는 '아마인'(亞麻仁)이라고 하는데 기름(아마인유)을 내어 약재로도 이용한다.

## 같이 보기
- 아마인유
- 아마포
- 치아 (식물)

## 참고 문헌
- 이 문서에는 다음커뮤니케이션(현 카카오)에서 GFDL 또는 CC-SA 라이선스로 배포한 글로벌 세계대백과사전의 내용을 기초로 작성된 글이 포함되어 있습니다.